# Lucinda Whitty
Lucinda Whitty (* 9. November 1989 in Sydney) ist eine ehemalige australische Seglerin.

## Erfolge
Lucinda Whitty nahm an den Olympischen Spielen 2012 in London mit Nina Curtis als Crewmitglied der Rudergängerin Olivia Price in der Bootsklasse Elliott 6m teil. In der im Match Race ausgetragenen Regatta qualifizierte sich das australische Boot als Erster der Gruppenphase für das Viertelfinale. Nach Siegen gegen das niederländische und das finnische Boot unterlagen die Australierinnen im abschließenden Duell um die Goldmedaille den Spanierinnen, sodass sie die Silbermedaille gewannen. Im Anschluss wechselte sie in die Bootsklasse Nacra 17, in der sie bis 2016 aktiv war.